# Liudvikas Saulius Razma
Liudvikas Saulius Razma (*  7. Februar 1938 in Plateliai, Rajongemeinde Plungė; † 19. Mai 2019) war ein litauischer Politiker.

## Leben
1960 absolvierte er das Diplomstudium der Wirtschaft und promovierte danach an der Vilniaus universitetas (VU). Er lehrte an der VU als Dozent, von 1963 bis 1972 am Vilniaus pedagoginis institutas.  1972 wurde er als Dissident aus dem Institut entfernt. Von  1989 bis 1993 war er Rektor  der Vilniaus pedagoginis universitetas und lehrte ab 1996 an der Lietuvos karo akademija. Von 1990 bis 1992 war er Mitglied im Seimas.
Von    1966 bis 1972 war er Mitglied der KPdSU.